# Cardamine trifolia
Cardamine trifolia är en korsblommig växtart som beskrevs av Carl von Linné. Cardamine trifolia ingår i släktet bräsmor, och familjen korsblommiga växter. Inga underarter finns listade i Catalogue of Life.

## Bildgalleri

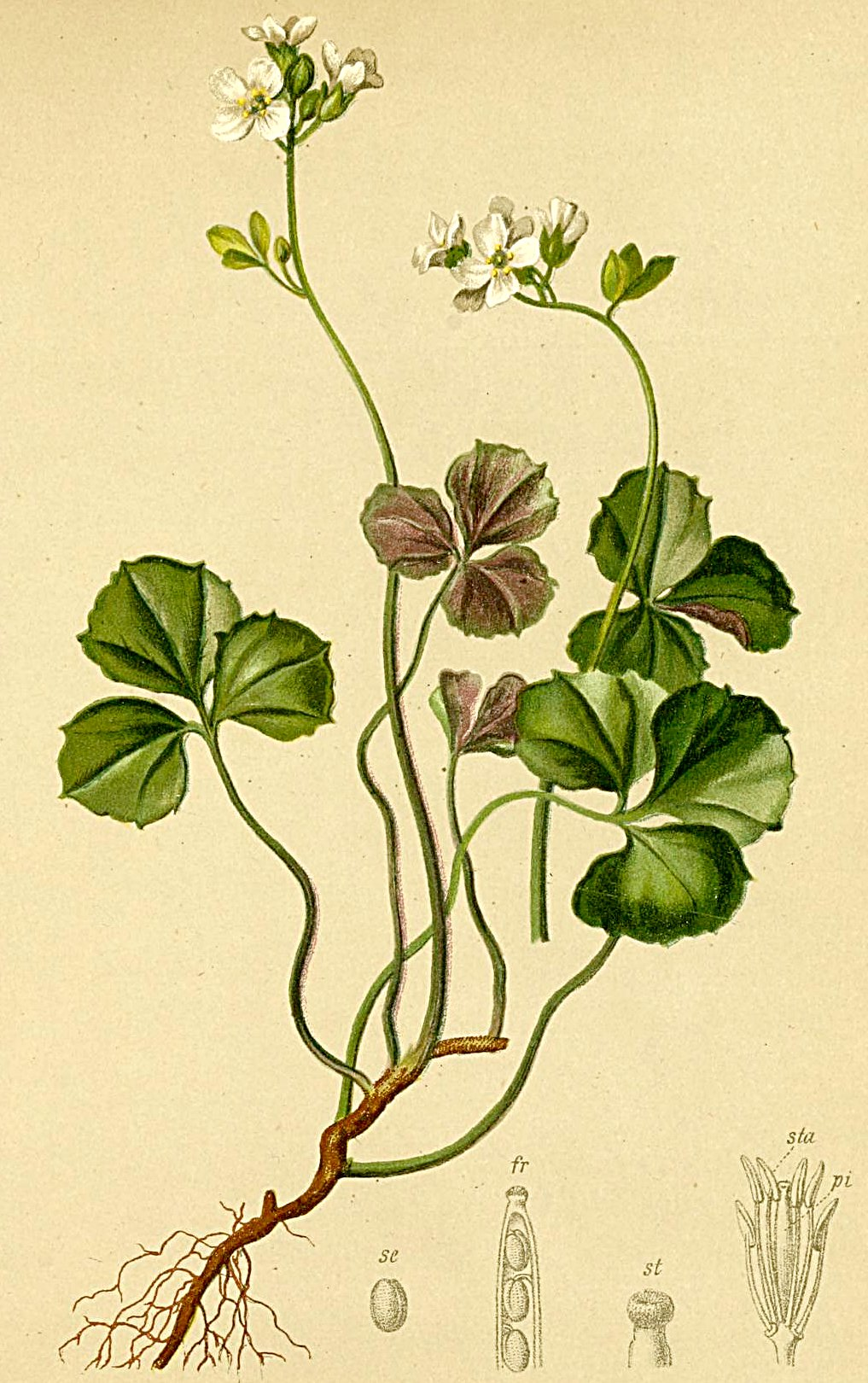
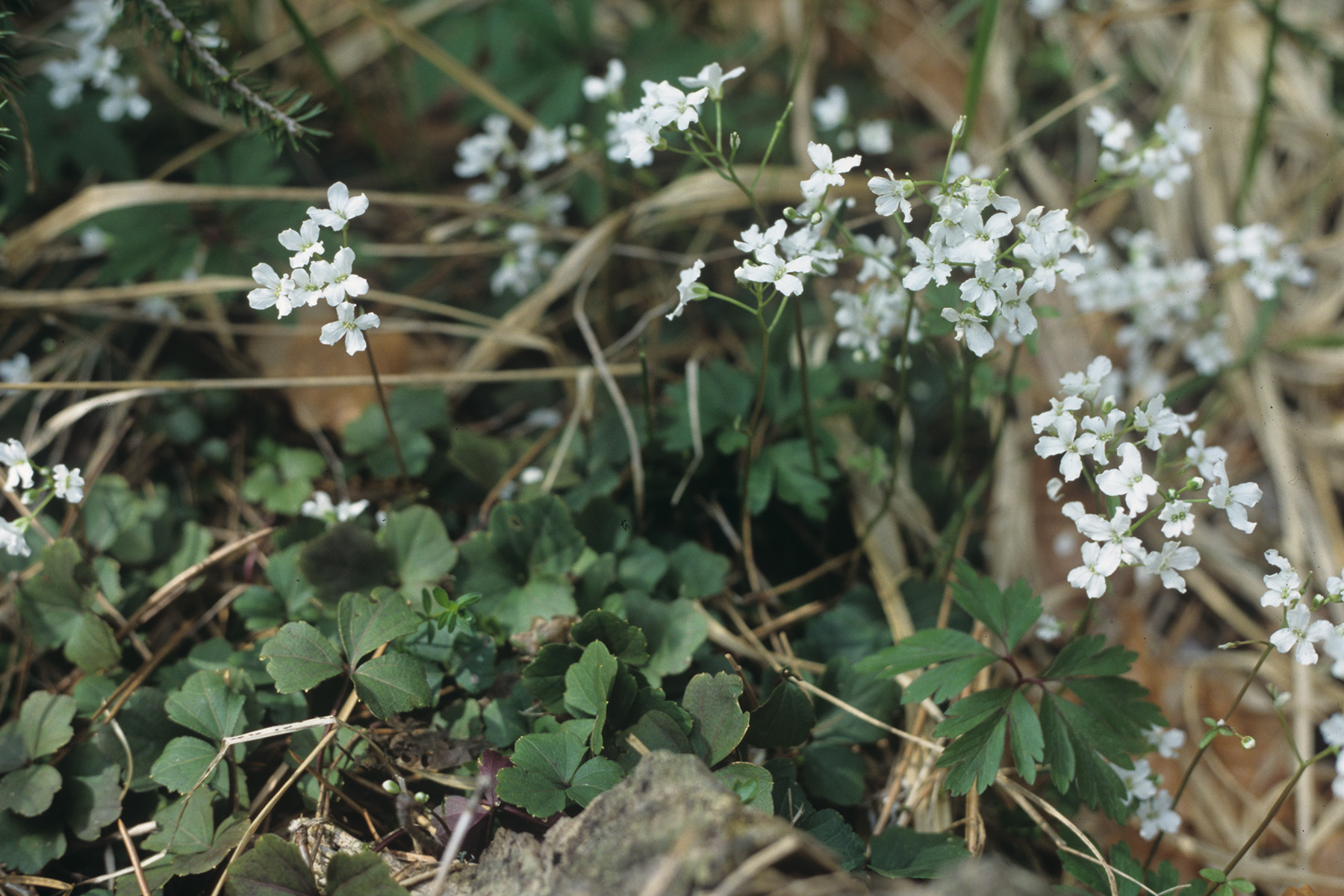
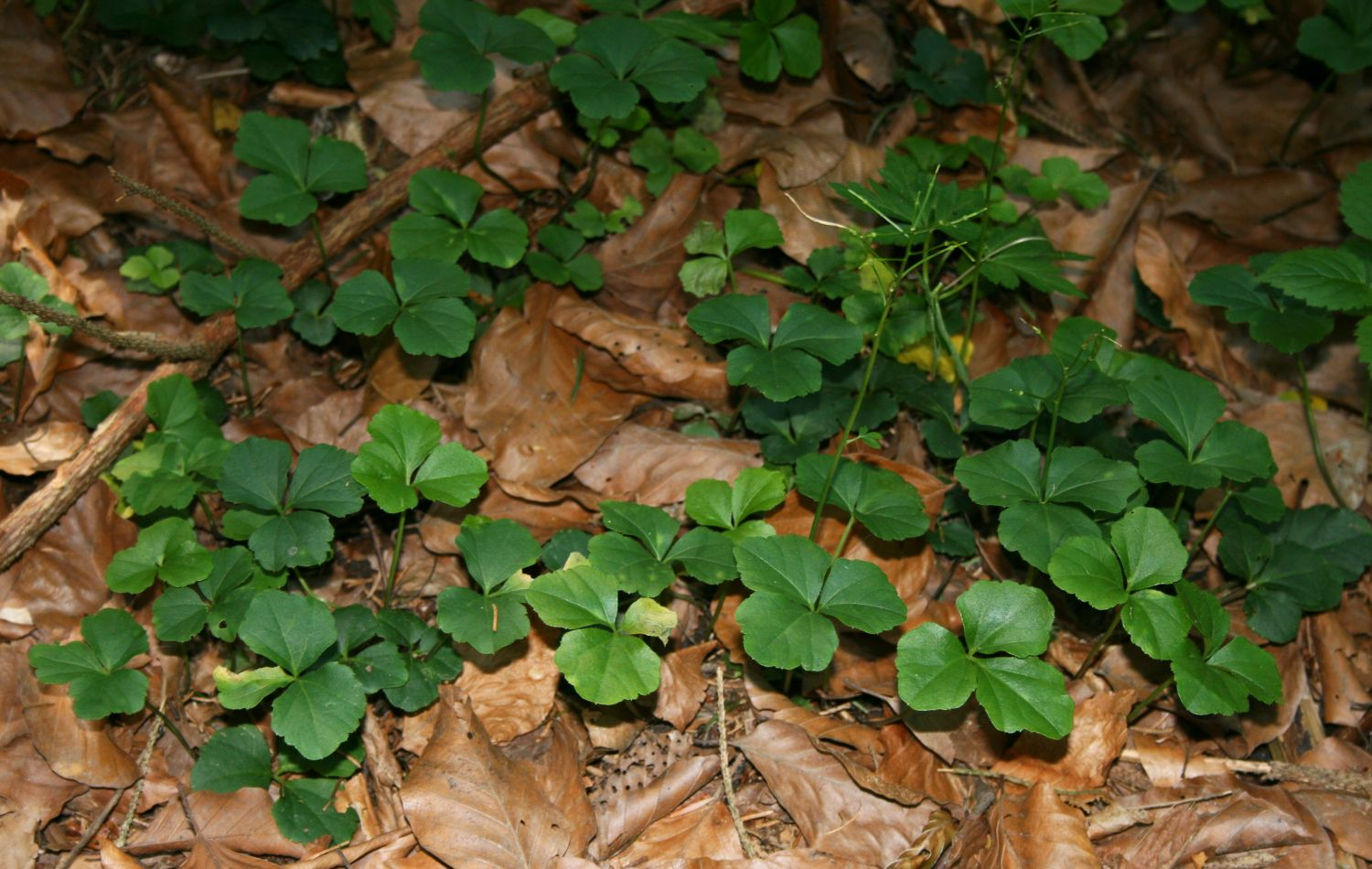
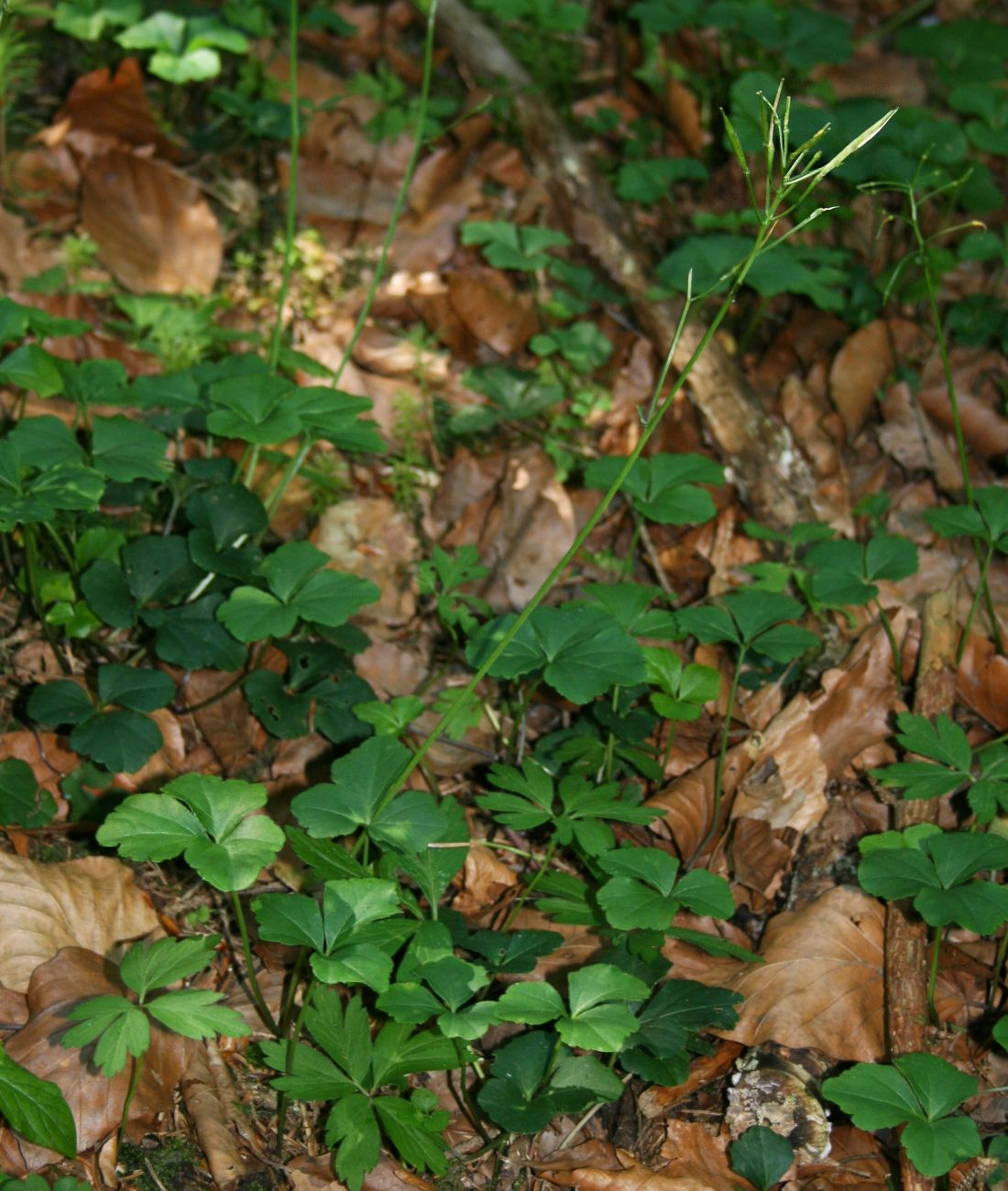
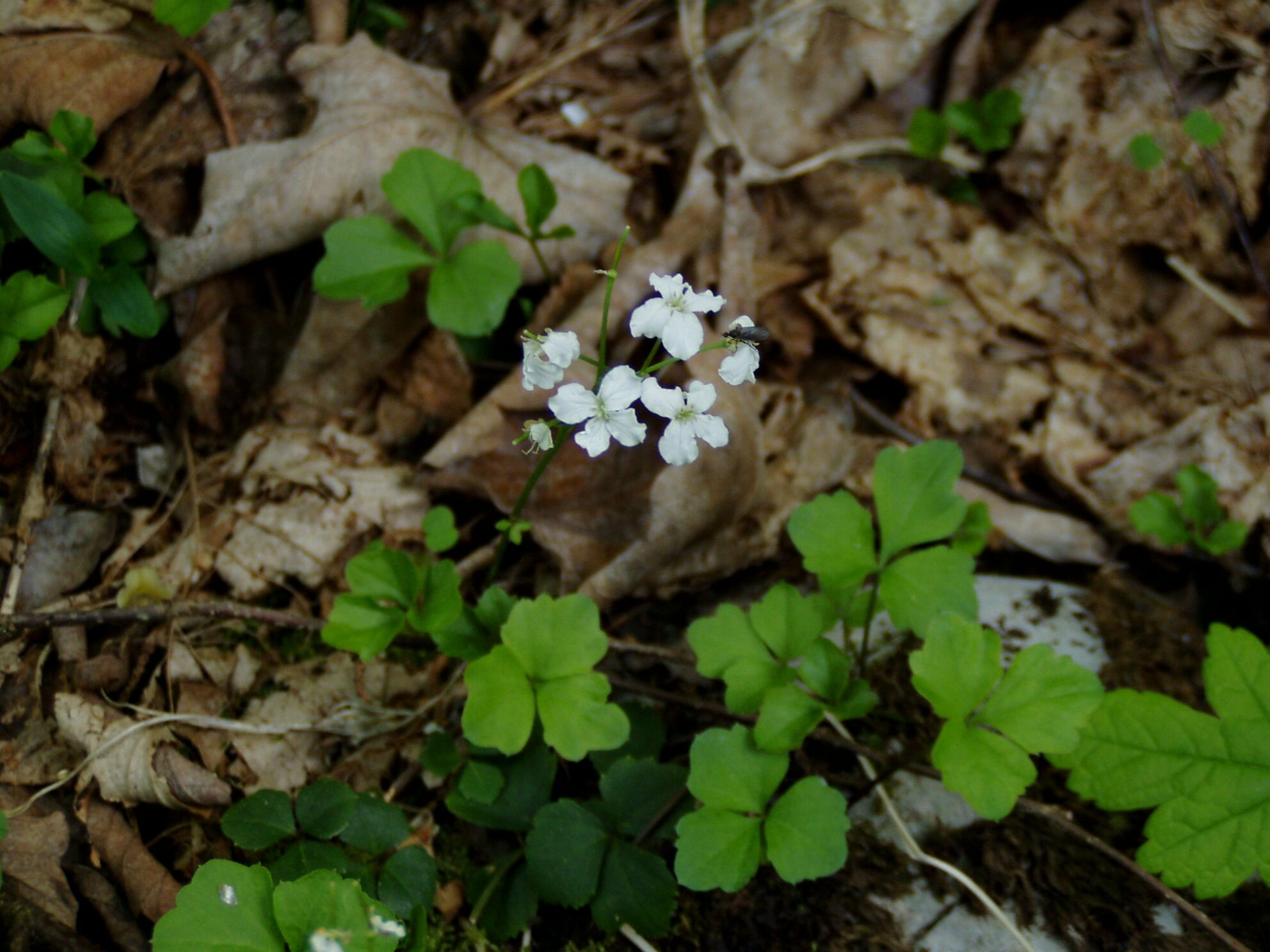
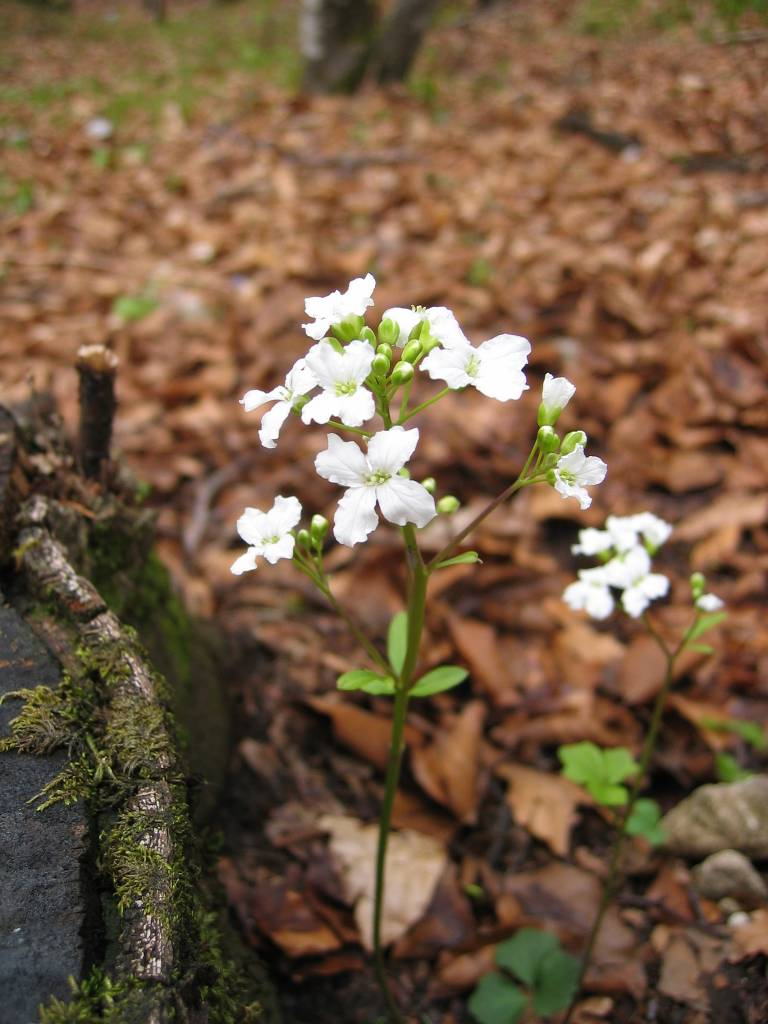